# Elfriede Eichholz
Elfriede (ou Elisabeth) Eichholz, née Elisabeth Kleinhans, le 12 novembre 1939 à Wolmirstedt et morte le 19 août 2022, est une coureuse cycliste est-allemande.

## Palmarès sur route
- 1960
  -  Médaille de bronze du championnat du monde sur route
- 1961
  -  Championne d'Allemagne de l'Est sur route
  - 7e du championnat du monde sur route
- 1962
  -  Championne d'Allemagne de l'Est sur route
- 1963
  - 3e du championnat d'Allemagne de l'Est sur route
- 1964
  -  Championne d'Allemagne de l'Est sur route
- 1965
  -  Championne du monde sur route
  -  Championne d'Allemagne de l'Est sur route